# 長大 (電視劇)
《長大》，由SMG尚世影業、北京華美時空文化傳播有限公司、上海東霈文化傳播有限公司等聯合出品的中國大陸電視劇，改編自網絡作家zhuzhu6p同名網絡小說，由白百何、陸毅領銜主演。
本劇以醫院為背景，講述了一群實習醫生在他們的外科實習過程中，從幼稚邁向成熟的故事。
本劇於2014年2月開機6月殺青。2015年1月28日晚7點半至9點於東方衛視播出《長大》開播大典、片花及花絮，並於2015年1月29日在東方衛視和天津衛視首播。

## 劇情簡介
葉春萌（白百何 飾）是一個刻苦要強又有天分的實習醫生，連魔鬼導師周明（陸毅 飾）都對她暗自器重，但是她卻長期被來自小城貧家的自卑所困擾，成功留院因此曾一度成為她唯一的人生目標。葉春萌在實習期間，面對陳曦（江疏影 飾）、謝南翔（白宇 飾）和白曉菁（張子萱 飾）的富二代身世令她敏感過，面對能讓她少奮鬥10年的誘惑她動搖過，面對和導師周明之間障礙重重的愛情她也猶豫過。但是最終葉春萌在周明的指引下，在醫治病人的實習中，重新找到了自我，發現了從醫的快樂和意義，也感受到幸福的真諦。

## 演員表

### 主要人物
| 演員   | 角色   | 簡介 | 關係                                                                          | 備註 | 粤语配音 |
| 白百何 | 葉春萌 | 仁華外科實習醫生（於肝膽外科實習） 25歲，龍山醫學院研究生二年級，成績排名：1 來自小鎮的她為前男友放棄龍山全額獎學金進入仁華醫院實習，但因家境差而略顯自卑。性格倔強的她從不願承認自己的錯誤或失敗。然而她卻慢慢依靠自己的衝勁兒和善良，並一步步從錯誤中成長起來，成為一名合格的外科醫生。刻苦、要強又頗具天分的葉春萌，漸漸讓周明對她另眼相看，兩人暗生情愫。 劇中結局雖她實習期間的綜合成績排名第一，獲得留院資格，但決定到嵩山醫院當住院醫生。                   | 周明之下屬，後為女友 陳曦、謝楠翔、白曉菁、劉志光之好友                       | 原著中葉春萌和周明沒有產生感情，小說的結局是葉春萌決定和張歡語給她介紹的李岩談戀愛                            | 劉惠雲   |
| 陸 毅  | 周 明  | 周西斯 34歲，仁華代理大外科主任（第25集被撤職）、外科實習醫生導師 性格冷淡的他是出名的手術狂人，每屆實習生都曾因他的嚴厲要求而對他愛恨交加，被學生贈外號「周西斯」。周明對葉春萌格外嚴苛，對其任何小錯誤都毫不留情的批評。因為周明在她身上看到了自己當年的影子，心生感觸，對她寄予厚望。葉春萌出事後周明不顧一切的保護她。對醫學有一種純粹的摯愛的他因為女兒的意外夭折痛苦不堪，從而變身工作狂。這一事故不僅成為他無法面對的傷痛，也成為與妻子林念初分開的導火索。 | 葉春萌上司，後為男友 林念初前夫 陳曦、謝南翔、白曉菁、劉志光上司 程學文之好友 | 原著中周明不算主要人物，而且書中周明沒有得病，和葉春萌也只是純粹的師生關係。 書中番外暗示謝小禾與周明有感情線 | 黃啟昌   |

### 仁華醫院
| 演員   | 角色   | 簡介 | 關係                                                                     | 備註                                       | 粤语配音 |
| 章申   | 葛院长 | 院长 |                                                                          |                                            |          |
| 陸毅   | 周 明  | 代理大外科主任參見主要人物 |                                                                          |                                            | 黃啟昌   |
| 周岩   | 李 波  | 外科醫生 周明下屬 |                                                                          |                                            | 劉奕希   |
| 馮嘉怡 | 程學文 | 外科主治醫生、後接替被撤職的周明，升任大外科主任 | 周明之好友兼醫學院同學 林念初之好友，並鍾情她，在一起後分手              |                                            | 李錦綸   |
| 趙子琪 | 林念初 | 33歲，兒科副主任（第31集辭職） 被稱為醫大女神的她和周明曾是一對佳偶，卻因為女兒的意外夭折，感情破裂，最終離婚收場，但此後保持友誼。作為富有魅力的熟女，在醫院裏除了要面對朋友程學文的追求，又被比自己小十歲的謝南翔狂追。雖然最後被謝南翔所感動，但面對男方家長的阻撓，她只好離開，到美國加利福尼亞醫學院從事科研工作。 | 周明前妻 謝南翔之暗戀對象 韋天舒之好友 程學文之好友兼鍾情對象 白曉菁上司 | 原著中和謝南翔不認識，並沒有發展任何感情。 | 曾佩儀   |
| 林杰妮 | 袁娟   | 仁華兒科醫生 林念初下屬 |                                                                          |                                            |          |

### 實習醫生
| 演員   | 角色   | 簡介 | 關係                                                                                  | 備註 | 粤语配音 |
| 白百何 | 葉春萌 | 仁華外科實習醫生參見主要人物 |                                                                                       | | 劉惠雲   |
| 江疏影 | 陳 曦  | 仁華外科實習醫生（於神經外科實習） 23歲，仁華醫學院研究生二年級，成績排名：12 富二代 出生醫學世家的她，略帶公主氣，怕吃苦，但性格直爽，和倔強的小城姑娘葉春萌，是一對相互扶持、仗義相挺的好閨蜜。「愛情至上」的她，為了跟隨青梅竹馬的前男友謝南翔，不顧一切地放棄保送財大，改為報讀醫學院。因為這份愛，暈血的她甚至執意要成為外科實習醫生。與謝南翔反目後，失意的她陷於韋天舒的溫柔鄉，殊不知韋天舒在美國早有家室。 劇中結局陳曦被紐約大學音樂治療系錄取，過去十幾年的她光顧著追隨謝南翔，如今終於走出來決定為自己而活。 | 葉春萌之好友 謝南翔之青梅竹馬的前女友，分手後依然鍾情他 韋天舒之情人，後分手 周明下屬 | 原著中陳曦與謝南翔是青梅竹馬的情侶。因為謝南翔十五歲遠赴美國讀書而分開，兩人之間承諾大學畢業後結婚。與劇中不同，陳曦書中並非為謝南翔而讀醫，而是因為擔心考不上清華建築系。 小說最終陳曦拿到跟謝南翔在同一城市的大學臨床流行病系的錄取通知書。           | 詹健兒   |
| 張子萱 | 白曉菁 | 仁華外科實習醫生（先後於神經外科和兒科實習） 23歲，中山醫大本科畢業，成績排名：2 富二代 身為富二代的她性格叛逆冷淡，成績優秀，對弱者恨其不爭，卻有一顆刀子嘴豆腐心。最初對病人常常缺乏耐心，後來卻在照顧病兒的過程中，真正的愛上了醫生這一職業。幼時因母親自殺一事而記恨父親並且處處為難後媽，但心地善良，從無害人之心。本瞧不起劉志光，後因劉志光安靜的陪她在身邊，真心的照顧自己而愛上他。但劉志光卻因嚴重車禍並感染HIV，搶救無效。 劇中結局決定放棄仁華的留院資格，到兒童醫院工作。最後在吳院長的墓碑前對葉春萌說：「我會替劉志光完成他未完成的心願。」 | 周明下屬 葉春萌、謝南翔之好友 劉志光之鍾情對象 林念初下屬                             | 小說中描述很多年後，白曉菁作為中國的兒科醫生參加一個國際兒科研討會，在大廳遇見代表美國某兒研所參加會議的的陳曦。 | 何璐怡   |
| 白 宇  | 謝南翔 | 一樹梨花壓海棠、仁華醫大謝南翔 仁華外科實習醫生 23歲，仁華醫學院研究生二年級，成績排名：32 富二代 家境優越的他家裏經營醫療器械，是仁華醫院的帥哥實習生。無心向學的他走上醫生之路是因為父母希望他能夠在醫學院經營人際關係，幫助家族企業發展。最初他是個貪玩好樂的花花公子，但在實習過程中不僅逐漸重拾自我價值，更是在醫院實習中遇到生命中的真愛——林念初。 面對年齡、身分、地位的差距，他堅持追愛，希望用愛打動女神的芳心。性格仗義的他為了讓好友劉志光重拾信心，即使得了急性闌尾炎也選擇忍痛硬撐，堅持讓對方來執行手術。在經歷家族巨變和父親突然病倒的變故後，謝南翔從雲端跌落泥淖，他開始不得不放棄愛情，開始為了家族生意和父親的醫藥費奔波。 劇中結局父親病情穩定，家族企業危機過去，決定遠赴加州升讀工商管理碩士，同時去追回他的真愛。 | 陳曦之鍾情對象 葉春萌、白曉菁、劉志光之好友 鍾情林念初 周明下屬                       | 原著中，謝南翔不是醫生，而是高干子弟，爺爺是中國新聞事業的奠基人。小說開篇就已經在美國讀書，是陳曦青梅竹馬的男朋友。每次出場都是被陳曦提及或回憶。 與劇中不同的是小說中的謝南翔是性格溫和的「乖寶寶」，學習成績出類拔萃，他也沒有與周明的前妻發展感情。 | 張裕東   |
| 格 桑  | 劉志光 | 仁華外科實習醫生→仁華腫瘤科實習醫生（主攻臨終關懷） 27歲，為進入仁華實習連考三年，成績排名：60 出身農村的他為了報恩，想成為仁華的外科醫生。但因缺少天分、速度和自信，無法勝任為一名及格的外科醫生。但他醫學基本功紮實，對病人細心、溫和，是整個醫院裡最受病人喜歡的實習醫生。因此，他在周明的指導和推薦下改為一名主攻臨終關懷的腫瘤科實習醫生。實習期間，他喜歡上白曉菁並以誠意打動了這名富家女的芳心。好景不常，他卻因嚴重車禍並感染HIV，二人自始陰陽永隔。 劇中結局只有劉志光以另類的方式成為組裏唯一留在仁華的實習醫生。 | 暗戀白曉菁，後為其男友 周明下屬 葉春萌、謝南翔之好友                                  | | 陳耀楠   |
| 吳 剛  | 李 琪  | 仁華外科實習醫生 23歲，仁華醫學院研究生二年級 與張歡語相戀多年的他，為了買生日禮物給女友，收受家屬紅包鑑定胎兒性別。因而被周明開除，被退回學校重新找實習單位。 | 周明下屬 張歡語之男友 謝南翔、陳曦之同學                                              | |          |
| 辛雨锡 | 張歡語 | 仁華外科實習醫生 23歲，仁華醫學院研究生二年級 家境不好的她，羡慕富二代出身的陳曦、白曉菁和成績優異的葉春萌。但其實她的夢想就是留在仁華做醫生，能夠為家人買一間大房子。有一次她專注與男友微信聊天，弄錯血樣，釀成大錯。她擔心會調查到自己頭上，於是陷害葉春萌。最後被謝南翔揭發其陰謀，被退回學校重新找實習單位。 | 周明下屬 李琪之女友 謝南翔、陳曦之同學                                                | | 成瑤孆   |

### 其他人物
| 演員   | 角色   | 簡介                                     | 關係 | 備註                                                                                              | 粤语配音 |
| 鄒少官 | 韋天舒 | 海歸教授 林念初之好友 陳曦之情人，後分手 |      |                                                                                                   | 麥皓豐   |
| 刘 陆  | 谢小禾 | 江城日报记者 葉春萌之表姐                |      | 原著中，謝小禾是被謝家領養的烈士遺孤，成為謝南翔無血緣關係的姐姐 書中番外暗示謝小禾與周明有感情線 | 許盈     |

## 電視劇歌曲
| 曲序 | 曲目                         |        | 作曲   | 演唱       |
| ---- | ---------------------------- | ------ | ------ | ---------- |
| 1.   | 《那年的願望》（片尾曲）     | 王小洋 | 王小洋 | 好妹妹樂隊 |
| 2.   | 《你飛到城市另一邊》（插曲） | 秦昊   | 秦昊   | 好妹妹樂隊 |

## 外景拍攝
劇中“江城”、“龍山”地名均為虛構，實為上海拍攝。

## 收視率
(由csm数据参考而来，收视率包括全天收视指数和市场(收视)份额参数)
| 平台     | 平均收视率 | 平均市場份額 |
| 東方衛視 | 0.765      | 2.024        |

- 同時段主要競爭劇集：湖南衛視《武媚娘傳奇》/《活色生香》，浙江衛視《武媚娘傳奇》，江蘇衛視《千金女賊》